# Финнинген
Финнинген (нем. Finningen) — община в Германии, в земле Бавария. 
Подчиняется административному округу Швабия. Входит в состав района Диллинген-ан-дер-Донау. Подчиняется управлению Хёхштедт-ан-дер-Донау.  Население составляет 1646 человек (на 31 декабря 2010 года). Занимает площадь 27,84 км².
Коммуна подразделяется на 3 сельских округа.